# Corpus Fontium Historiae Byzantinae
El Corpus Fontium Historiae Byzantinae (‘Corpus de Fonts de la Història Bizantina’) o CFHB és un projecte internacional que aspira a compilar, editar i oferir una crítica de les fonts històriques relatives a l'Imperi Romà d'Orient (segles iv–xv). El seu objectiu és posar les obres dels autors romans d'Orient (especialment les que no han estat editades anteriorment) a disposició dels estudiosos moderns en forma actualitzada. El projecte es posà en marxa al 13è Congrés Internacional d'Estudis Bizantins, celebrat a Oxford (Regne Unit) el 1966, i es duu a terme sota els auspicis de l'Associació Internacional d'Estudis Bizantins (AIEB) i les seves seccions nacionals.

## Sèries de publicació
Cada volum conté comentaris sobre l'autor, els manuscrits que n'han sobreviscut fins a l'actualitat i una versió traduïda i anotada del text. S'hi sol incloure el text original, amb facsímils. Els volums del CFHB es divideixen en sèries nacionals segons el lloc on han estat publicats:
- Series Atheniensis (Atenes)
- Series Berolinensis (Berlín)
- Series Bruxellensis (Brussel·les)
- Series Italica (Itàlia)
- Series Parisiensis (París)
- Series Thessalonicensis (Tessalònica)
- Series Vindobonensis (Viena)
- Series Washingtonensis (Washington DC)